# Megachile chinensis
Megachile chinensis är en biart som beskrevs av Radoszkowski 1874. Megachile chinensis ingår i släktet tapetserarbin, och familjen buksamlarbin. Inga underarter finns listade i Catalogue of Life.